# قسم الريف الغربي الريفي
قسم الريف الغربي الريفي (بالفارسية: دهستان حومه غربی) هي قسم تقع في إيران في البلدة المركزية. يقدر عدد سكانها بـ 10,567 نسمة .